# FK Rīga
FK Rīga var en lettisk fotbollsklubb från huvudstaden Riga. 
Den spelar sina hemmamatcher på Latvijas Universitates Stadions som tar 5 000 åskådare. Klubben bildades 1999, och under det första året som klubben existerade vann den också den inhemska cupen efter att ha besegrat Skonto FC i finalen, och fick därmed spela i UEFA-cupen. 
Klubbens bästa resultat i det inhemska seriesystemet är en tredjeplats, vilket uppnåddes 2007, och kvalificerade den för Intertotocupen. Där fick klubben möta Fylkir i den första omgången. Riga vann med 3-2 totalt, efter att ha förlorat den första matchen hemma med 2-1 men sedan vunnit borta med 2-0. Klubben fick därmed spela mot Bohemian FC från Irland i den andra omgången. Den första matchen hemma slutade med en 1-0-vinst men i returen vann laget med 2-1 och gick vidare tack vare bortamålsregeln. I den tredje omgången ställdes laget mot svenska IF Elfsborg. Den första matchen vann Elfsborg med 1-0 hemma och returen spelades den 27 juli 2008 med resultatet 0-0, varvid Elfsborg gick vidare.